# 妙手仁心III
《妙手仁心III》（英語：Healing Hands III），香港電視廣播有限公司時裝醫務電視劇，由吳啟華、林保怡、陳豪、黎姿、吳美珩、曹永廉、邵美琪及廖碧兒領銜主演，監製戚其義。此劇為《妙手仁心》系列第三和最後一輯。
此劇於2007年10月30日、2017年5月25日在翡翠台，2016年2月27日在TVB星河频道重播。

## 劇情簡介
2004年春天，香港終於從沙士的陰霾走出來。疫症過後，腦外科醫生程至美、急症室醫生黎國柱等醫護人員的明天會否明媚一片？
遠方傳來前女友的死訊，美情緒崩潰，法醫岑雅晴陪伴左右。柱結束與江新月的戀情後，捲入與骨科醫生葉淘及見習醫生曾淑淇的三角戀。飽受沙士後遺症影響的心臟科醫生林敏智跌進人生低谷，幸得淘一直鼓勵。婦產科醫生萬安生與急症室醫生向眾仁排除萬難結為夫婦，仁卻因護士戴玉瑩而意亂情迷。

## 演員表

### 主要人物
| 演員   | 角色   | 介紹 | 關係 |
| 吳啟華 | 程至美 | Dr. Ching、Paul 腦外科顧問醫生 SARS期間，曾任仁愛醫院代理行政總監（劇中不夠貼近現實之一，現實中，正常情況下署理後會轉正）（第1及2集、38-40集） 升任顧問醫生後，美脾氣漸大，從第一輯的為自幼看著長大的熟悉病人打人變成第二輯與Henry對打，最終到本輯經常呼喝下屬實習、歧視肥胖考生小薯仔和為陌生小孩發脾氣當著警察面前毆打犯人，後來更因SARS壓力導致後來發神經打算跳樓自殺，更在自殺被電話打斷離開醫院時抄起一黑棍毆打與其爭執的碰瓷路客，並成功嚇走；SARS期間，美擔起沉重的擔子帶領醫院對抗疫症，而女友妍為了留在醫院照顧全，導致小產。妍因此事提出和美分手。 因沙士時期失去長輩唐永全、女友小產和意外身亡而自責，最後因好友兒子聰仔之死而情緒崩潰，萌生輕生念頭。患上憂鬱症後，接受精神科醫生和臨床心理學家治療。在美治療的期間，美和晴遂建立起友情來。後來，更助晴由法醫，轉至醫院內任病理學家，又令晴重拾對正義是非的信念，二人關係更進一步。 | 岑雅晴之男友 黎國柱之好友 徐嘉詠、唐姿禮、何心妍（第1集意外身亡）之前男友 杜惠玲之前夫（第一輯） 林敏智之鄰居，居住於醫生宿舍 史上最好打的醫生（格鬥大師）/程大國手（小薯仔專稱） |
| 林保怡 | 黎國柱 | Dr. Lai、Henry 急救科顧問醫生 筆名清風 國柱因受傷要接受骨科治療，認識骨科醫生葉淘，二人漸漸開展出一段新的情緣。另一方面，國柱遇上女見習醫生——曾淑淇，柱認出淇原來正是柱以前親手救回的一名邊緣少女，登時心裡對淇有獨特的期望和關懷。同時，柱發覺淇對自己似乎真的產生了真感情，而柱對淇也不無好感。但在感情道上浪蕩多年的柱，對這段亦師亦友感情卻始終抱著猶疑，更不懂如何在淘與淇之間作出決擇。 | 程至美、向眾仁之好友 江新月、Jan之前男友 Fion之前夫 林敏智之情敵，后和好 與葉淘互有好感，後爲男友；雖仍深愛，但因了解而於結局選擇分手                                             |
| 陳 豪  | 林敏智 | Dr. Lam、M.C. 心臟外科 顧問醫生 → 心臟外科 高級顧問醫生（補充：現實中並無此職位，為節目組錯誤之一） 2003年，智的診所因接待過SARS病人而感染SARS，康復後患有骨枯氣促的後遺症。智為防影響病人對自己的信心，隱瞞病情。但智女友媛在專欄中暗示妍父何散播智患病消息，智告何誹謗。結果智的財政和事業同墮困境，因此重回醫院工作。智育有一子陽，一直交由母親照顧。當智事業低潮之時，智母亦因病離世，誤會下陽與智的關係更形惡劣。此時，淘幫助智、陽父子在陽隨母移民前破除芥蒂，智與淘亦因此有進一步了解。 | 何心妍、簡素媛之前男友 Martha之前夫 林祖陽之養父 曾追求葉淘，後為好友 黎國柱之情敵，后和好 曾淑淇之男友 程至美之鄰居，與兒子林祖陽同住醫生宿舍                                    |
| 黎 姿  | 岑雅晴 | Frances 高級法醫 → 病理學首席專家 → 首席法醫 晴醫科畢業後，從事的法醫工作，深信天網恢恢疏而不漏。晴因長期照顧患有抑鬱症的亡母，於是引導美勇敢去求診。經此一事，晴和美的友情大進。晴欣賞男友明的正義性格，一次，明不惜得罪有勢力人士，助人洗脫沉冤，反招殺身之禍。晴親手檢驗明的屍首，卻不能令凶手繩之以法。晴大感挫敗，對法醫一職失去信念，頹然辭去工作，轉任仁愛醫院的病理學家 | 譚勇明、李志強之前女友 程至美之女友 葉淘之好友兼室友 |
| 吳美珩 | 葉 淘  | Dr. Yip、Sarah 骨科高級醫生 淘曾患癌病，康復後令她更熱愛生命。淘遇上兩段感情，先是因意外受傷需接受骨科治療的柱，二人初期因誤會而常有意見分歧，成為醫院中的一對歡喜冤家。另一位醫生病人，正是因SARS患有骨枯後遺症的智。淘協助智面對病情，最終智接受骨科手術而痊癒。淘更助智重建父子的關係 。兩段感情盟芽之際，淘的近親因遺傳病發離世，再次令淘活於家族遺傳病的陰影之下，此番再次貼近死亡，不知如何面對。 | 曾被林敏智追求，後為好友 與黎國柱互有好感，後爲女友；雖仍深愛，但因了解而於結局選擇分手                                                                                           |
| 曹永廉 | 向眾仁 | Dr. Heung、Chris 急症室高級醫生（曾提到為smo，但後來又說不希望升為smo才結婚） 仁擔任急症室（高級？）醫生，待人隨和、富責任感、但有時卻不失孩子氣。仁因安生決定要當高齡產婦，眾仁為怕安生有危險，毅然作出反對，兩口子因此發生爭拗，導致兩人進入一段冷戰的階段。期間玉瑩借意向仁示愛，仁一時間意亂情迷，差點便被玉瑩所攻陷，但仁心中最愛的始終是安生，仁最終拒絕了玉瑩，回到安生的身邊，今生今世與安生白頭到老。 | 萬安生之丈夫 程至美、黎國柱之友 戴玉瑩之暗戀對象 |
| 邵美琪 | 萬安生 | Dr. Man、Anson 1964年9月23日出生 婦產科顧問醫生 安生自親妹萬寧生逝世之後，頓悟到生命無常，除工作上仍堅守著專業的操守外，安生已懂得放下無謂的執著，變得較為平易近人。安生為完成向家傳宗接代的責任，不顧一切做高齡產婦。可惜，安生與眾仁的孩子不幸小產，但卻無損兩人間的感情。另一方面，安生視曾是第三者的玉瑩如親妹看待，才對玉瑩嚴厲得有點不近人情。安生最終亦得到玉瑩所諒解，兩人不但不記前嫌，更成為一對知心好友。 | 萬寧生（第二輯已死）之姊 向眾仁之女友，後為妻子 高樂之前女友 於第30集為孕婦做接產手術後不適暈倒，結果小產收場                                                                     |
| 廖碧兒 | 曾淑淇 | Betsy 婦產科實習醫生 → 急診實習醫生 → 心臟科實習醫生 淇是名醫T.Y.曾之女，自父母離婚，隨母改婚，對母及後父心存怨懟。其後母親去世，淇跟回曾生活，過著富家女的生活。淇希望成為一名出色的醫生，取得父親的欣賞和嘉許。淇在急症科實習時，主動接近柱，並得到柱的栽培。淇在急症室重遇多年不見的後父，更親手救回他一命，二人之間終冰釋前嫌，加上曾和柱的啟發，終明白醫生的天職，決定全心全意成為一個好醫生。同時，淇發覺自己對柱的感情竟然由假變真。 | 曾達賢之女 甘浩文之繼女 暗戀黎國柱，後被其拒絕 林敏智之女友 |

### 管理層
| 演員   | 角色   | 暱稱/關係 |
| 陳鴻烈 | 曾達賢 | T.Y. 醫院行政總監，于第2集上任 曾淑淇之父 于第38集遇上車禍重伤昏迷 於第40集去世，並於死前決定捐腎給何德廣           |
| 丁主惠 | Amy    | 醫院投訴公關（病人聯絡主任） 王國彬之妻，與其相同之處為嘴賤，經常在不了解的情況下訓話當事醫生，後因蘇安茜介入而离婚 |
| 黃鳳   | Daisy  | 醫院公關 |

### 急診室
| 演員   | 角色   | 暱稱/關係 |
| 劉曉彤 | 廖美娟 | Karen 醫生 劉尚昌妻子，後離婚 熙熙之母 |
| 鄭子誠 | 王國彬 | Bryan 高級醫生（並無太多交代，但有指揮，所以判定為smo，本劇無特別交代醫生職位出現混亂為弊端），十分口賤，熱愛嘴炮別人（不論是同事、病人都一視同仁，對上司也沒有什麼好態度），即使是黑社會也不例外，還要留下大名讓別人認住自己，完全不怕尋仇和投訴；曾和Derek士摩蒲堤涂毆鬥。但所幸其良心未泯，對兒童（未成年）病人較為友善 Amy之丈夫，後因蘇安茜介入而离婚 蘇安茜之情夫/史上最寸醫生/醫生隻揪教父 |

### 實習醫生
| 演員   | 角色   | 暱稱/關係                                                                         |
| 陳宇琛 | 林清偉 | Angus 腦外科醫生 暗恋曾淑淇 因多元性化學敏感症放棄成為醫生，歸隱田園 勞志強之好友 |

### 護士
| 演員   | 角色   | 暱稱/關係                                                    |
| 林漪娸 | 李伊華 | Eva 護士長 佳佳之母                                          |
| 姚嘉妮 | 戴玉瑩 | Grace 婦產科護士 蘇安茜之好友 單戀向眾仁，後放棄             |
| 何綺雲 | 蘇安茜 | Rosanna 婦產科護士，后離職 戴玉瑩之好友 王國彬之情婦，后分手 |
| 周家怡 | 張小儀 | Rachel 急症室護士                                            |
| 簡慕華 | 蔡美鳳 | Anna 急症室護士                                              |
| 汪 琳  | 塗潔琳 | Kelly 急症室護士                                             |

### 其他演員
| 演員   | 角色   | 暱稱/關係 |
| 胡 楓  | 唐永全 | 廖潔華之亡前夫 唐姿禮之亡父 被程至美、黎国柱提及 于沙士期间被受到感染而去世 （並無參演此劇，只口述中出場） 仅于墓碑上的相片中出现的中出现（第5集） |
| 黃德斌 | 何德廣 | 黎國柱、程至美之好友 于第27集患有腎衰竭，後曾達賢捐腎而康復 |
| 唐文龍 | 譚勇明 | Edmond 岑雅晴死去的男友 萬寧生前男友（第二輯） 於第17集與張家傑一同遭李仕琛殺害 |
| 蒙嘉慧 | 何心妍 | Tracy 前全外科醫生 程至美前女友（第二輯）但是一直有保持联络只能信息 何守仁之亡女 何志泓之亡妹 懷有程至美孩子，在沙士期間流產 於第1集意外身亡 罹患有癲癇症（第二輯）及精神分裂（節目錯誤之一，據其徵狀更似是人格分裂）（第三輯） （並無參演此劇，只于回憶和口述中出場） |
| 陳慧珊 | 江新月 | Annie 大律師 黎國柱女友（第一、二輯），后分手 （並無參演此劇，只于回憶和口述中出場） |
| 黃𨥈瑩 | 趙愛玲 | 阿玲 何德廣妻子 于第11集因杀害聪仔及确诊罹患精神病而被警方逮捕 |
| 王賢誌 | 何志泓 | Alan 何心妍之兄 何守仁之長子 |
| 駱應鈞 | 何守仁 | 何心妍、何志泓之父 |
| 譚小環 | 簡素媛 | Phoebe 作家 林敏智、程至美之前女友 於第30集確診罹患惡性腦瘤 於第33集自殺墜樓身亡 |
| 韓君婷 | Martha | 林敏智前妻 林祖陽之母 |
| 包駿寅 | 林祖陽 | Joe Martha之子 林敏智之養子 |
| 蔣志光 | 甘浩文 | 曾淑淇繼父 |
| 韋家雄 | 勞志強 | Derek ,small potato 物理治療師 被程至美撤銷醫生資格 林清偉之好友 |
| 鄧英敏 | 劉尚昌 | 廖美娟丈夫，後離婚 熙熙之父 |
| 王樹熹 | 熙熙   | 劉尚昌、廖美娟之子 |
| 鄧梓峰 | 李志強 | Nelson 岑雅晴之男友，后分手 |
| 陳嘉儀 | 徐思行 | Alice 醫生 成為曾達賢之情婦 |
| 殷 櫻  | 史靜嘉 | |
| 曾慧雲 | 向眾藍 | 向眾仁之姊 |
| 溫裕紅 | 陳心寧 | |
| 方伊琪 | 周寶珊 | 康仔之母 |
| 徐 榮  | 羅四海 | 岑雅晴助手 |
| 陳霽平 | Jan    | 黎國柱女友 於第1集分手 |
| 張潔蓮 | 陳穎瑜 | |
| 朱婉儀 | 黃慧萍 | |
| 李啟傑 | 任志昇 | |
| 虞天偉 | 男病人 | 因家庭慘劇而大鬧醫院 拔掉了救援儀器令自己的女兒有一線生機而變了不治死亡 最後被程至美打了一頓（第5集） |
| 何偉業 | 譚禮堅 | 救護員 |
| 何俊軒 | 邱柏南 | 救護員 |
| 彭冠中 | 黎鎮岳 | 救護員 |
| 關 菁  | 李成威 | 急症室警察 |
| 張貝蒨 | 梁惠蓮 | |
| 蔡康年 | 黎偉德 | 麻醉師 |
| 李鴻杰 | 李仕琛 | Simpson 張家傑之上司 被閉路電視拍攝到在升降機為內侵犯張家傑的身體而被帶回警署問話 殺害張家傑、譚勇明之真兇 於第37集腦瘤爆裂身亡 |
| 張智軒 | 病人甲 | |
| 李永豪 | 康仔   | 周寶珊之子、Iris之前夫 |
| 張國威 | 張家傑 | 傑仔 弱智人士、勇明已逝舊同袍的弟弟 因被李仕琛在升降機內侵犯身體而把其毆打 幸被譚勇明發現為了保護其而在警署中責罵李仕琛 於第17集與譚勇明一同遭李仕琛殺害 |
| 楊 明  | 高樂   | 萬安生前男友 |
| 陸駿光 | 何大興 | 大舊 利用傑仔的小混混 目擊張家杰、譚勇明被殺 於第18集遇車禍身亡 |
| 劉彩玉 | 許醫生 | 解釋萬安生肚內嬰兒報告的婦科首席醫生 |
| 郭卓樺 | 林尼   | |
| 陳山聰 | 警察   | |
| 鄺佐輝 | 黃醫生 | Tony 心理醫生 |
| 何启南 | 唐医生 | 林敏智好友 于第33集回港 |
| 曾健明 | 陳先生 | 岑雅晴助手 |

## 收視
以下為本劇於香港無綫電視翡翠台之收視紀錄：
| 週次 | 集數  | 平均收視 | 最高收視 |
| 1    | 01-05 | 30點     | 33點     |
| 2    | 06-10 | 28點     | 31點     |
| 3    | 11-15 | 29點     | 32點     |
| 4    | 16-20 | 29點     | 31點     |
| 5    | 21-25 | 28點     | 30點     |
| 6    | 26-30 | 28點     | 31點     |
| 7    | 31-35 | 27點     | 31點     |
| 8    | 36-40 | 27點     | 30點     |

## 製作特輯
此劇的製作特輯名為《妙手仁心III製作檔案》，於2005年7月23日（星期六）22:30-22:55在翡翠台播出，由廖碧兒擔任主持，內容主要介紹此劇的拍攝製作過程和花絮。

## 記事
- 此劇於2003年推出2004年電視節目巡禮片，演員陣容林保怡、張智霖、文頌嫻、古天樂、黃德斌、郭晉安、曹永廉、陳錦鴻、林文龍、陳　豪等演員，前兩輯男主角吳啟華因桃色事件而沒拍攝，巡禮故事內容與一樣由沙士作開頭。
- 2004年6月15日：此劇在將軍澳電視廣播城舉行試造型記者會。[1]

## 電視節目的變遷

### 首播
| 香港 無綫電視翡翠台 星期一至五 22:05-23:05 | 香港 無綫電視翡翠台 星期一至五 22:05-23:05 | 香港 無綫電視翡翠台 星期一至五 22:05-23:05 |
| ------------------------------------------ | ------------------------------------------ | ------------------------------------------ |
|                                            | 妙手仁心III （2005.07.25 - 2005.09.16）    |                                            |
| 醫道 （2005.05.02 - 2005.07.22）           | 大奧 （2005.09.19 - 2005.10.22）           |                                            |

### 重播
| 香港 無綫電視翡翠台 星期二至六（星期一至五深夜）00:15-01:15 | 香港 無綫電視翡翠台 星期二至六（星期一至五深夜）00:15-01:15 | 香港 無綫電視翡翠台 星期二至六（星期一至五深夜）00:15-01:15 |
| ----------------------------------------------------------- | ----------------------------------------------------------- | ----------------------------------------------------------- |
|                                                             | 妙手仁心III （2007.10.30 - 2007.12.22）                     |                                                             |
| 妙手仁心II （2007.09.04 - 2007.10.27）                      | 翡翠戀曲 （2007.12.25 - 2008.02.06）                        |                                                             |

| 香港 無綫電視翡翠台 星期一至日 23:50-00:55 | 香港 無綫電視翡翠台 星期一至日 23:50-00:55 | 香港 無綫電視翡翠台 星期一至日 23:50-00:55 |
| ------------------------------------------ | ------------------------------------------ | ------------------------------------------ |
|                                            | 妙手仁心III （2017.05.25 - 2017.07.05）    |                                            |
| 妙手仁心II （2017.04.15 - 2017.05.24）     | 天地豪情 （2017.07.06 - 2017.09.06）       |                                            |

| 香港、 马来西亚 千禧经典台 星期一至五 07:00-09:00（香港时间） · 07:04-09:04（马来西亚时间）（两集连播） | 香港、 马来西亚 千禧经典台 星期一至五 07:00-09:00（香港时间） · 07:04-09:04（马来西亚时间）（两集连播） | 香港、 马来西亚 千禧经典台 星期一至五 07:00-09:00（香港时间） · 07:04-09:04（马来西亚时间）（两集连播） |
| --- | --- | --- |
| | 妙手仁心III （2022年4月22日 - 2022年5月13日）                                                           | |
| My盛Lady （2022年4月8日 - 2022年4月21日）                                                               | 红衣手记 （2022年5月20日 - 2022年6月2日）                                                               | |